# しこく8
『しこく8』（しこくエイト）は、2010年4月9日からNHK松山放送局をはじめとするNHKの四国地方の放送局で放送されている金曜日夜の地域情報番組。

## 番組概要
2010年3月5日まで四国地方向けに放送された『四国スペシャル』（しこくスペシャル）の後継番組で、NHK松山放送局が主に番組制作を担当している。
放送される番組はドキュメンタリーからバラエティまで多岐にわたる。また、2009年から2011年まで放送されるスペシャルドラマ『坂の上の雲』の特集番組が、ドラマ放送に合わせて『しこく8』内で放送される。また四国地域の各放送局で制作ののちNHK BSプレミアムなどで放映された地域ドラマも本枠にて放映される事が多い。
毎月最終週は各県向けの番組を放送しているため、この番組は放送されていない。また、不定期に地域ごとに差し替えされる場合がある。

## 放送時間
いずれも日本標準時（JST）。
本放送
- 金曜日 20:00 - 20:43（毎月最終週を除く、19:30から放送されることがある）

再放送
- 土曜日 10:30 - 11:13（放送日翌日）

## 主な企画
四国なぞ解き行脚
- 2009年から『四国スペシャル』で放送されている企画で、四国各地に伝わる謎を取り上げる。サブタイトルには「なぞ解き紀行エンターテインメント」が付けられており、NHKの各放送局のアナウンサーがリポートを担当している。ナレーションは永井一郎。

スマイル四国
- 四国の魅力を再発見することをコンセプトとした企画で、ほぼ3か月おきに放送。柳沢慎吾と松山放送局アナウンサーの塚原愛が司会を担当している。

『坂の上の雲』関連番組（日付は四国地方での放送日）
- 漱石の五七五 〜夏目漱石と正岡子規 俳句が結んだ友情〜（2010年4月9日、語り：原田美枝子）
- 子規が伝えてくれるもの -対談 ドナルド・キーン×黛まどか-（2010年12月10日）
- 父さん相変わらず元気なり -秋山好古の日露戦争-（2010年12月17日、語り：松たか子）

地域ドラマ
- さぬきうどん融資課（2014年5月21日BS本放送、2015年1月16日本枠にて再放送、高松放送局制作）

## 制作・放送局
- NHK松山放送局（幹事局）
- NHK高松放送局
- NHK徳島放送局
- NHK高知放送局

## 他地域での放送
『しこく8』で放送された内容が不定期に全国放送されることがある。また、他地域での放送が行われる場合がある。
全国放送
- ふるさとから、あなたへ（BShi）
- ろーかる直送便（総合テレビ、2010年度以降）

その他の地域
- とびきり（NHK大阪放送局、関西地方向け）
- おいしい闘技場（NHK仙台放送局、東北地方と同一時間に放送[1][2]）